# 郡司浩平
郡司 浩平（ぐんじ こうへい、1990年9月4日 - ）は、神奈川県横浜市出身の競輪選手。日本競輪学校（当時。以下、競輪学校）第99期生。日本競輪選手会神奈川支部所属。師匠は元競輪選手で父親の郡司盛夫（50期。
現在は川崎競輪場の開催指導員）。

## 来歴
3人兄妹の次男で年子の兄と妹がいる。小学生の時に全日本リトルリーグ野球選手権大会で優勝を経験。横浜市立横浜商業高等学校時代は野球部に所属し、3年時には外野手のレギュラーを獲得した。しかし、甲子園大会には出場することができず、ベスト8に終わった3年夏の神奈川県大会終了直後には将来の目標を見失っていた。しばらくして、父親の盛夫が競輪選手であることから、それに倣いたいと盛夫に伝えたところ、普段は温厚な性格の盛夫が態度を一変し、誓約書を書かされて漸く(2018年上半期まで)師弟関係となった。
競輪学校における在校競走成績は第10位（20勝）。
2011年1月15日、ホームバンクの川崎競輪場でデビューし2着。初勝利は同年1月16日の同場。
2016年、第67回高松宮記念杯競輪（名古屋競輪場）の決勝に進出し2着。
2017年、第1回ウィナーズカップ（高松競輪場）においてG2初優勝。
2019年、第35回共同通信社杯競輪（松阪競輪場）において2度目のG2優勝。第61回朝日新聞社杯競輪祭では落車により途中棄権したものの、獲得賞金額で初めてKEIRINグランプリ出場権を獲得(郡司は最終枠で8位)、年末のKEIRINグランプリ2019に出場（結果5着）、そして2020年は初のS班を確定させた。
2020年、第62回朝日新聞社杯競輪祭決勝戦で番手捲りを決め、悲願のGIレース初優勝を果たした。また同時に地元開催となるKEIRINグランプリ2020出場権獲得（結果9着）と2021年もS班を確定させた。
2021年、序盤は好調を維持し、当年のGI初戦である第36回全日本選抜競輪でも番手捲りを決めてGIを連覇、2つ目のタイトルを獲得。5月の第75回日本選手権競輪でも決勝戦にコマを進めたがゴール前微差で敗れ2着。6月の第72回高松宮記念杯競輪では車体故障の不運もあり二次予選で敗退し、8月の第64回オールスター競輪は病気欠場した。
2022年、第38回共同通信社杯競輪（名古屋競輪場）を制し、G3も3勝（うち川崎記念では1着同着）し、獲得賞金額(6位→4位)で4年連続となるKEIRINグランプリ出場を決めた。
2023年は思うような成績を上げられず、4年間守り続けたS級S班からの陥落が確定したが、翌2024年は同年最初のGIである第39回読売新聞社杯全日本選抜競輪（岐阜競輪場）で北井佑季マークからゴール前抜け出し同大会3年ぶり優勝、GIタイトルとしても3年ぶり3つ目の獲得となった。

## 競争スタイル
安定した縦脚と機を逃さない積極的な競争スタイルが持ち味。自力だとペースが緩んだ一瞬の隙をつき捲りや逃げに構える臨機応変な戦い方が可能である。一方番手に回った際競りなどといった横の動きに対する弱さを露呈しており、特に自在戦法を特徴とする古性優作を天敵としている。

## 主な獲得タイトルと記録
- 2020年 - 朝日新聞社杯競輪祭（小倉）
- 2021年 -  読売新聞社杯全日本選抜競輪（川崎）
- 2024年 -  読売新聞社杯全日本選抜競輪（岐阜）